# جزیره ویکتوریا (کانادا)
جزیره ویکتوریا (کانادا) (به انگلیسی: Victoria Island (Canada)) یک جزیره در کانادا است که در شمال کانادا واقع شده‌است.

## خصوصیات
جزیره ویکتوریا ۲۱۷٬۲۹۱ کیلومترمربع مساحت و ۱٬۸۷۵ نفر جمعیت دارد و ۶۵۵ متر بالاتر از سطح دریا واقع شده‌است.